# Tjärnö distrikt
Tjärnö distrikt är ett distrikt i Strömstads kommun och Västra Götalands län. 
Distriktet ligger vid kusten, söder om Strömstad.

## Tidigare administrativ tillhörighet
Distriktet inrättades 2016 och utgörs av en del av området Strömstads stad omfattade till 1971, delen som före 1967 utgjorde Tjärnö socken.
Området motsvarar den omfattning Tjärnö församling hade vid årsskiftet 1999/2000.